# Henny Nordländer
Henny Nordländer (* 1878 oder 1879; † April 1947 in Berlin) war eine deutsche Theaterschauspielerin und Schriftstellerin.

## Leben
Henny Nordländer begann ihre Laufbahn als Theaterschauspielerin kurz nach der Jahrhundertwende. Sie spielte an verschiedenen deutschen Theatern, unter anderem am Schauspielhaus Düsseldorf.
Zu Beginn der 1930er-Jahre hatte Henny Nordländer schließlich auch mit der Veröffentlichung von belletristischen Werken begonnen. 1930 war ihr Gedichtband Alte Lieder von Liebe und Leid beim Verlag: Glogauer Druckerei erschienen. Noch im gleichen Jahr folgte der Roman Ritt gen Ahall im selben Verlag. Ein zweiter Roman unter dem Titel Du lebst in Deinem Lied wurde 1936 in der Verlags-Anstalt P. Schmidt in München publiziert. Im Jahr zuvor war bereits das Singspiel Drunten im Unterland mit der Musik von Karl Knübel im Rubinverlag veröffentlicht worden.
Henny Nordländer verstarb im April 1947 im Alter von 68 Jahren in Berlin.

## Schriften
- „Alte Lieder von Liebe und Leid“ (Lyrik), Verlag: Glogauer Druckerei, Glogau, 1930
- „Ritt gen Ahall“ (Roman), Verlag: Glogauer Druckerei, Glogau, 1930
- „Drunten im Unterland: Ein Singspiel in 3 Bildern“ (Textbuch), Rubinverlag, München, 1935 (Musik von Karl Knübel)
- „Du lebst in Deinem Lied“ (Roman), Verl.-Anst. P. Schmidt, Berlin, 1936